# Lista de jogos eletrônicos de Saint Seiya
A série de videogames de ''Saint Seiya é baseada na série de mangá e anime de mesmo nome criada por Masami Kurumada. Os jogos são de vários gêneros, principalmente jogos de luta e beat 'em ups, com elementos ocasionais de jogos de RPG e jogos de plataforma. Outros gêneros incluem jogos educativos e jogos de batalha de cartas.
Vários jogos de vídeo foram lançados com base na série. A maioria dos videogames se refere principalmente à série clássica de 1986.
Desde 1987, muitos jogos eletrônicos baseados na propriedade foram lançados no Japão, sendo a maioria publicada pela Bandai. A maioria dos lançamentos permaneceu exclusiva do Japão até 2005, com exceção do primeiro title da série, Saint Seiya: Ōgon Densetsu, que também foi lançado na França. Jogos recentes da série também foram disponibilizados na Austrália, Coréia do Sul, Brasil e partes da América do Sul e Europa. Em 2013, um title da série foi lançado na América do Norte pela primeira vez.
Personagens de Saint Seiya apareceram em vários jogos publicados pela Bandai e Bandai Namco Entertainment, incluindo Famicom Jump: Hero Retsuden (1988), Jump! Ultimate Stars (2006), J-Stars Victory VS (2014) e Jump Force (2019).

## Série principal
A maioria dos jogos eletrônicos se refere principalmente à série clássica Saint Seiya de 1986/1990:
| Título | Data de lançamento original            | Data de lançamento original            | Data de lançamento original            |
| Título | Japão                                  | América do Norte                       | Região PAL                             |
| --- | -------------------------------------- | -------------------------------------- | -------------------------------------- |
| Saint Seiya: Ōgon Densetsu | 10 de agosto de 1987 (Famicom)         | —                                      | 1987 (NES)                             |
| Notas: - Jogo de RPG originalmente lançado no Japão em 1987 para a Famicom[carece de fontes?] - A jogabilidade tem elementos de plataforma e beat 'em up - Lançado na França em 1987 com texto traduzido para o francês - O jogo liderou as paradas de vendas quinzenais japonesas Famitsu de junho de 1988 a julho de 1988. - Uma porta aprimorada do jogo foi lançada para a Bandai Wonderswan como Saint Seiya: Ōgon Densetsu Hen Perfect Edition em 2003 |                                        |                                        |                                        |
| Saint Seiya: Ōgon Densetsu Kanketsu Hen | 30 de maio de 1988 (Famicom)           | —                                      | —                                      |
| Notas: - Jogo de RPG originalmente lançado no Japão em 1987 para a Famicom[carece de fontes?] - A jogabilidade tem elementos de plataforma e beat 'em up |                                        |                                        |                                        |
| Saint Paradise: Saikyō no Senshitachi | 13 de novembro de 1992 (Game Boy)      | —                                      | —                                      |
| Notas: - Jogo de batalha de cartas lançado apenas no Japão para o Game Boy em 1992 |                                        |                                        |                                        |
| Saint Seiya: Typing Ryu Sei Ken | 19 de dezembro de 2002 (PC)            | —                                      | —                                      |
| Notas: - Jogo educativo lançado apenas no Japão em 2002 |                                        |                                        |                                        |
| Saint Seiya: Ōgon Densetsu Hen Perfect Edition | 31 de julho de 2003 (Wonderswan Color) | —                                      | —                                      |
| Notas: - Uma porta aprimorada de Saint Seiya: Ōgon Densetsu - A história cobre os primeiros 73 episódios da série de anime original - O jogo ganhou uma pontuação de 19/40 da revista japonesa Famitsu |                                        |                                        |                                        |
| Saint Seiya: The Sanctuary | 7 de abril de 2005 (PlayStation 2)     | —                                      | 30 de junho de 2005 (PlayStation 2)    |
| Notas: - Jogo de luta 3D que adapta os mesmos episódios do jogo anterior, com personagens da primeira série da clássica série de Saint Seiya |                                        |                                        |                                        |
| Saint Seiya: The Hades | 20 de dezembro 2007 (PlayStation 2)    | —                                      | 14 de março de 2008 (PlayStation 2)    |
| Notas: - Sequência de Saint Seiya: The Sanctuary - O jogo adapta a série de animação em vídeo original sobre o enredo em torno de Hades - Lançado no Japão em 2007 |                                        |                                        |                                        |
| Saint Seiya: Sanctuary Battle | 23 de novembro de 2011 (PlayStation 3) | —                                      | 16 de março de 2012 (PlayStation 3)    |
| Notas: - Jogo beat 'em up originalmente lançado no Japão como Saint Seiya Senki - Lançado na Europa e Austrália em 2012 - Lançado na América Latina como Los Caballeros del Zodiaco: Batalla por el Santuario (países de língua espanhola) e Os Cavaleiros do Zodíaco: Batalha do Santuário (Brasil) |                                        |                                        |                                        |
| Saint Seiya Omega: Ultimate Cosmo | 29 de novembro de 2012 (PSP)           | —                                      | —                                      |
| Notas: - Jogo de luta lançado apenas no Japão para o PlayStation Portable - Baseado no anime Saint Seiya Omega |                                        |                                        |                                        |
| Saint Seiya Online | 2013 (PC)                              | —                                      | —                                      |
| Notas: - O jogo foi mostrado pela primeira vez em produção em 14 de julho de 2006 no blog de Masami Kurumada, mas não foi até 7 de novembro de 2008 que mais informações foram divulgadas sobre o título, incluindo uma foto do jogo com os cinco principais Cavaleiros de Bronze em suas cores originais - O título seria lançado originalmente em agosto de 2009 pela Sega Japão e Perfect World Beijing, mas o lançamento foi adiado - O teste beta aberto do jogo começou em 16 de maio de 2013 apenas na China; o jogo foi descontinuado na China em 31 de dezembro de 2018 - Saint Seiya Online apresenta uma trilha sonora orquestral de 65 peças composta por Masamichi Amano e executada pela Angel City Studio Orchestra - A gravação ocorreu no Eastwood Scoring Stage na Warner Brothers Studios - O jogo foi anunciado pela Sega e Perfect World que seria lançado na Coreia do Sul em 2015. - O jogo foi disponibilizado oficialmente no Brasil em 25 de setembro de 2017 |                                        |                                        |                                        |
| Saint Seiya: Brave Soldiers | 17 de outubro de 2013 (PlayStation 3)  | 26 de novembro de 2013 (PlayStation 3) | 22 de novembro 2013 (PlayStation 3)    |
| Notas: - A história cobre todos os três atos principais do mangá original de Kurumada: o arco Doze Casas, o arco Poseidon e o arco Hades. - Lançado na Coréia do Sul em 17 de outubro de 2013 - Lançado no Brasil como Os Cavaleiros do Zodíaco: Bravos Soldados |                                        |                                        |                                        |
| Saint Seiya: Soldiers' Soul | 25 de setembro de 2015 (PlayStation 4) | 6 de outubro de 2015 (PlayStation 4)   | 25 de setembro de 2015 (PlayStation 4) |
| Notas: - Originalmente lançado para PlayStation 3 e PlayStation 4 em setembro de 2015 - Portado para computadores pessoais e lançado em 27 de novembro de 2015 - O jogo apresenta personagens da série clássica Saint Seiya e Soul of Gold - Lançado na América Latina como "Los Caballeros del Zodiaco: Alma de Soldados" e no Brasil como Os Cavaleiros do Zodíaco: Alma dos Soldados |                                        |                                        |                                        |

## Jogos para celular
Todos esses jogos eletrônicos são baseados na série clássica de 1986 de Saint Seiya:
- Saint Seiya Cosmo Slottle, lançado em 10 de janeiro de 2014 pela Namco Bandai para plataformas iOS apenas no Japão e posteriormente lançado para dispositivos compatíveis com Android.[20] Os eventos são baseados na série clássica, e o jogo oferece jogabilidade de caça-níqueis e pachinko.[21] O enredo cobre o arco da "Guerras das Galáxias" e o arco das "Doze Casas", conforme interpretado pela adaptação do anime.[22]
- Saint Seiya: Big Bang Cosmo, um jogo de cartas colecionáveis lançado em 1º de abril de 2014 para o portal de jogos para celular de Yahoo e DeNA, Mobage.[23] Suporte para o jogo terminou em 2017.[24]
- Saint Seiya: Cosmo Fantasy – Knights of the Zodiac, um RPG de ação lançado inicialmente em 29 de janeiro de 2016 para dispositivos Android e iOS no Japão como Saint Seiya: Zodiac Brave.[25] O jogo apresenta personagens da série clássica de mangá e foi lançado mundialmente em inglês em 2017.[26][27]
- Saint Seiya: Galaxy Spirits, um RPG de ação, lançado originalmente em 2016 e lançado globalmente em 13 de maio de 2019 para dispositivos Android.[28]
- Saint Seiya: Awakening (originalmente lançado como Saint Seiya Tencent em 2017), um RPG lançado globalmente em junho de 2019.[29]
- Saint Seiya: Shining Soldiers, um jogo de luta com foco em batalhas PvP, lançado em 2020.[30] Está programado para fechar depois de janeiro de 2021.[31]

## Jogos relacionados

### Crossovers
Os seguintes jogos apresentam personagens da série clássica de 1986 de Saint Seiya:
- Famicom Jump: Hero Retsuden (Famicom, 1988)
- Cult Jump (Game Boy, 1993; Jogo de perguntas em japonês com perguntas sobre o mangá original de Saint Seiya)[32]
- Pop'n Music Animation Melody (Arcade, PlayStation, Game Boy Color, 2000)
- Pop'n Music Animelo 2 (Arcade, 2001)
- Karaoke Revolution Anime Song Selection (PlayStation 2, 2003; "Pegasus Fantasy" é uma das músicas apresentadas no jogo)
- Jump! Ultimate Stars (Nintendo DS, 2006)
- J Legend Retsuden (Nintendo 3DS, 2013; Compilação de jogos Famicom que inclui Ougon Densetsu e Ougon Densetsu Kanketsu-hen)
- LINE Rangers (Android, 2014; Quatro Cavaleiros de Bronze e dois Cavaleiros de Ouro apareceram por tempo limitado em fevereiro de 2018)[33]
- J-Stars Victory VS (PlayStation 3, PlayStation Vita, 2014)
- Jumputi Heroes (Android, iOS, 2014)
- Puzzle & Dragons (Android, iOS, 2014; Seiya de Pégaso, Shiryu de Dragão, Hyoga de Cisne, Shun de Andrômeda e Ikki de Fênix foram adicionados em uma colaboração para promover o lançamento do filme. Saint Seiya: Legend of Sanctuary)[34]
- J-Stars Victory VS+ (PlayStation 3, PlayStation Vita, PlayStation 4, 2015)
- Monster Strike (Android, 2016; Personagens de Saint Seiya em destaque durante o evento de colaboração Saint Seiya x Monster Strike)[35]
- Weekly Shōnen Jump Jikkyō Janjan Stadium (Android, iOS, 2018)[36]
- Jump Force (Xbox One, PlayStation 4, PC, 2019)[37]

### LCD games
Jogos LCD foram lançados no Japão e Itália com personagens de Saint Seiya.
- Saint Seiya: Explode, Pegasus Ryu Sei Ken (Japão, 1987)
- Saint Seiya: Sanctuary Armagedon (Japão, 1988)
- Saint Seiya: Burn! Seven Senses (Japão, 1988)
- Saint Paradise: 12 Kyū Saigo no Seisen (Japão, 1992)
- I Cavalieri dello Zodiaco: Electronic Game (Itália, 2001)
- I Cavalieri dello Zodiaco: Il Duello Decisivo (Itália, 2008)

### Pachinko
Várias máquinas pachinko e pachislot foram lançadas com temas de Saint Seiya de 1986.
- CR Saint Seiya Ōgon (2011)[39]
- CR Saint Seiya Seidō (2011)[40]
- CR Saint Seiya 99 Version (2012)[41]
- Pachisuro Saint Seiya (2012)[42]
- CR Saint Seiya: Hoshi no Unmei (2013)[43]
- CR Saint Seiya: Hoshi no Unmei 77 Version (2014)[44]
- CR Saint Seiya: Hoshi no Unmei 99 Version (2014)[45]
- Pachisuro Saint Seiya Ōgon: Gekitō Hen (2014)[46]
- Pachisuro Saint Seiya: Megami Seisen (2015)[47]
- CR Saint Seiya: Beyond the Limit MLA (2015)[48]
- CR Saint Seiya: Beyond the Limit XLA (2015)[49]
- CR Saint Seiya: Beyond the Limit ZLA (2015)[50]
- CR Saint Seiya: Beyond the Limit ZLB (2015)[51]
- CRA Saint Seiya: Beyond the Limit 99 Version (2016)[52]
- Pachisuro Saint Seiya: Kaikō Kakusei (2017)[53]
- CR Saint Seiya 4: The Battle of Genkai Toppa (2018)[54]
- Pachisuro Saint Seiya: Kaikō Kakusei Special (2019)[55]
- PA Saint Seiya 4: The Battle of Genkai Toppa (2019)[56]